# Еланка (приток Сердобы)
Еланка — река в России, протекает на северо-западе Саратовской области. Устье реки находится в 59 км по левому берегу реки Сердоба. Длина реки составляет 49 км, площадь водосборного бассейна — 445 км².

## Данные водного реестра
По данным государственного водного реестра России относится к Донскому бассейновому округу, водохозяйственный участок реки — Хопёр от истока до впадения реки Ворона, речной подбассейн реки — Хопер. Речной бассейн реки — Дон (российская часть бассейна).
Код объекта в государственном водном реестре — 05010200112107000005506.